# Когда я на почте служил ямщиком
«Когда́ я на по́чте служи́л ямщико́м» — русская песня, в основе которой лежит стихотворение Леонида Трефолева «Ямщик» (1868).

## История

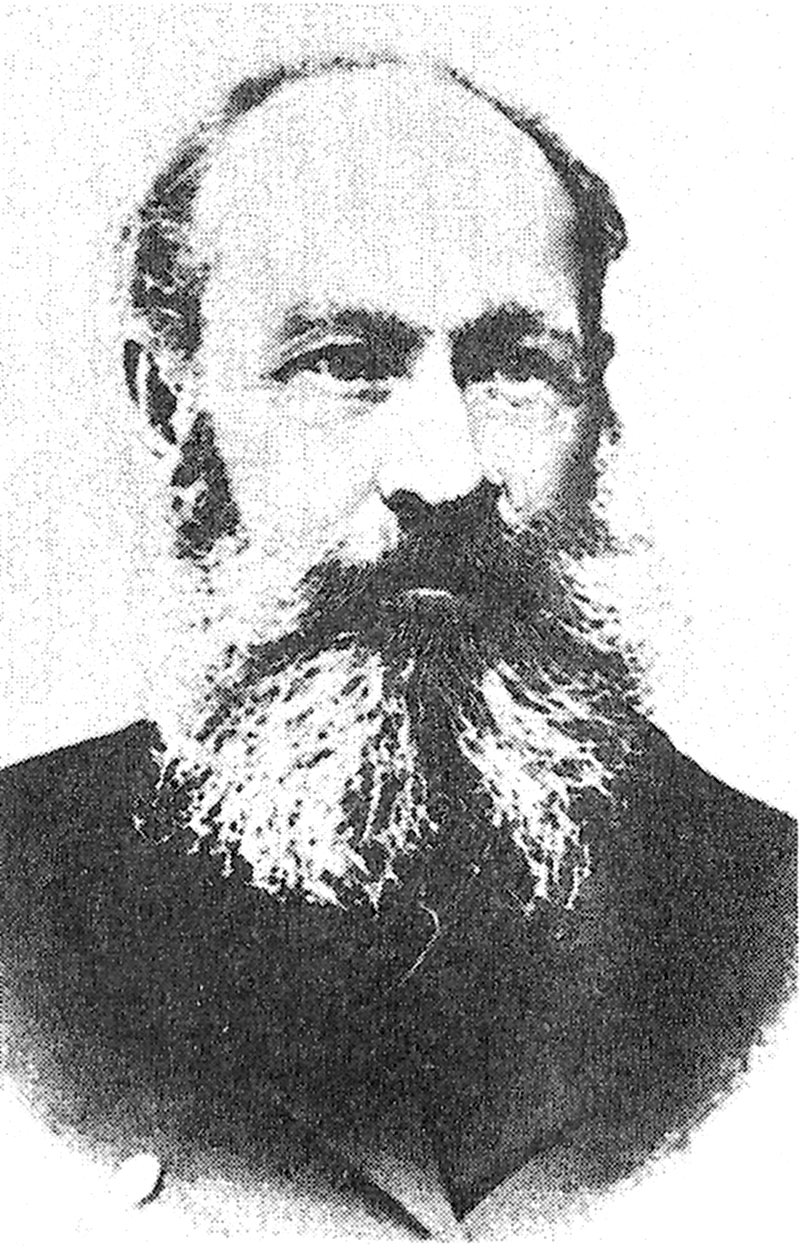
Леонид Николаевич Трефолев

В дискографии Нины Дулькевич указан автор музыки — Яков Пригожий; возможно, он просто аранжировщик. В других источниках обычно указывается «музыка народная». Песню пели многие известные исполнители: Надежда Плевицкая, Фёдор Шаляпин, Нина Дулькевич, Лидия Русланова, Сергей Лемешев.

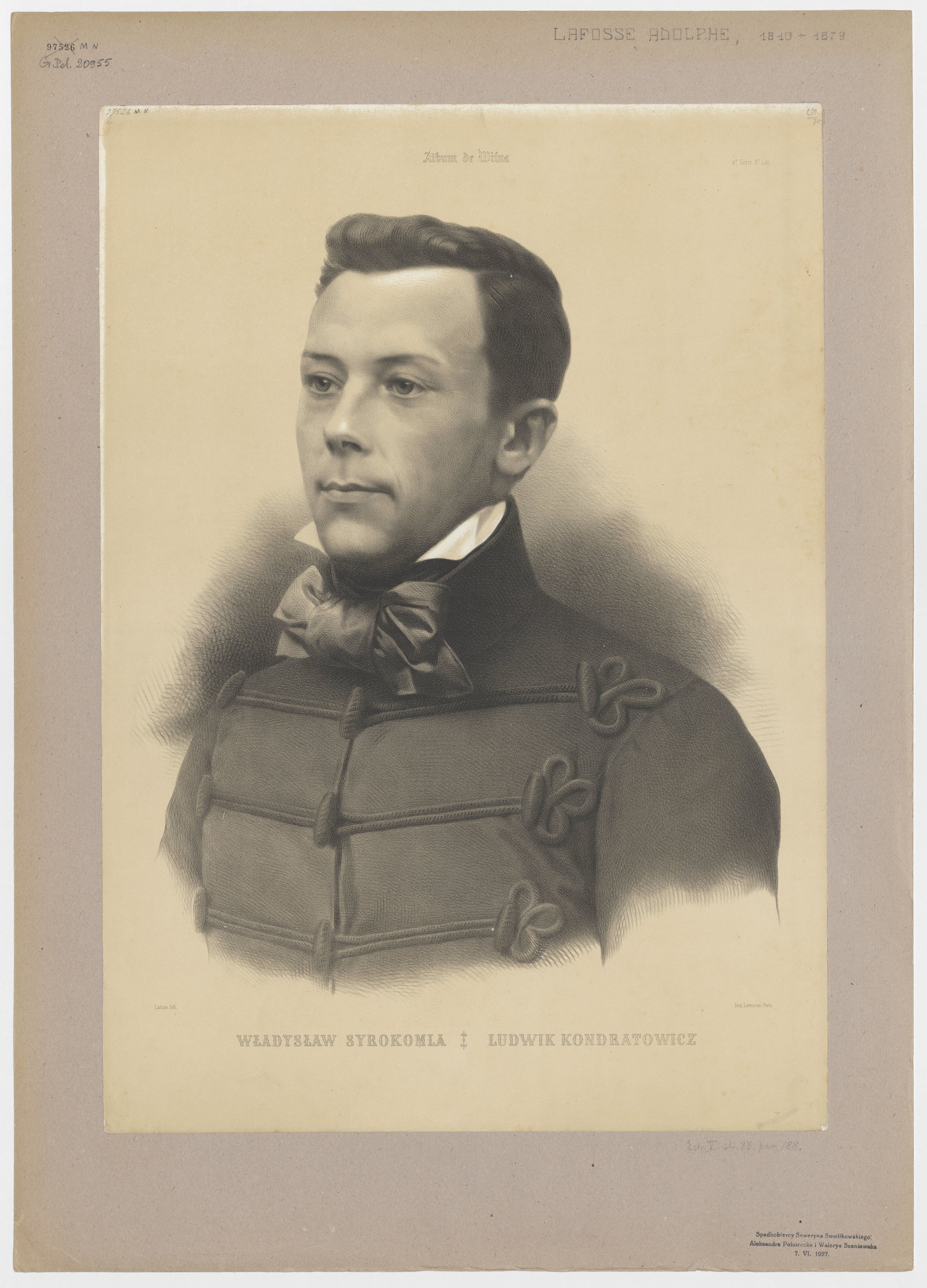
Владислав Сырокомля

Текст Леонида Трефолева «Ямщик», в свою очередь, представляет собой перевод стихотворения «Почтальон» (пол. Pocztylion. Gawęda gminna), написанного в 1844 году на польском языке белорусско-польским поэтом Владиславом Сырокомлей.
Сюжет стихотворения основан на реальной истории, услышанной Сырокомлей в местечке Мир (ныне — в Кореличском районе Гродненской области, Белоруссия). История произошла на почтовом тракте Петербург — Варшава, в 70 верстах от Минска. На территории Царства Польского почта доставлялась почтальоном на коне, с сумкой и сигнальным рожком, а не на санях с тройкой.
В польском оригинале объясняется причина смерти девушки. Почтальон, спеша выполнить поручение и заехать к любимой, отказывает в помощи замерзающему в дороге путнику. Возвращаясь, он видит труп и обнаруживает, что это и была его возлюбленная.
Строчка «Когда я на почте служил ямщиком» (другой вариант: «Когда я на почте служил лесником») использована в песне «Сказочная тайга» из альбома «Опиум» группы «Агата Кристи». Строчка из песни упомянута в тексте песни В. Высоцкого «Смотрины» («И я запел про светлые денёчки, когда служил на почте ямщиком»). Также две строки песни исполняет за роялем поэт Соев во второй серии киноленты «Покровские ворота».

## Первый куплет
Когда я на почте служил ямщиком,

Был молод, имел я силёнку,

И крепко же, братцы, в селенье одном

Любил я в ту пору девчонку.